# Lacaton et Vassal
Lacaton et Vassal是法国的一家建筑师事务所，由安妮·拉卡顿与让-菲利普·瓦萨尔在1987年成立，二人获得了2021的普利兹克奖。

## 作品
- Latapie住宅,弗卢瓦拉克  (1993)
- 后青少年日间中心，贝格勒(1994)
- 桑特考古博物馆 (1995)
- Aucoc广场, 波尔多 (1996)
- 格勒诺布尔-阿尔卑斯大学人文科学艺术学院，格勒诺布尔 (1995年：一期，2001年：二期）
- 住宅 多尔多涅省 (1997)
- 住宅 莱日卡普费雷 (1998)
- 住宅， 库特拉 (2000)
- 东京宫当代创作场地，巴黎 (2001)
- 维也纳建筑中心Una咖啡馆, 维也纳 (2001)
- 办公室，南特(2001)
- 公寓住宅楼，弗卢瓦拉克 (2003)
- Cité Manifeste住宅，米卢斯 (2005)
- 住宅, Keremma, (2005)
- 管理学大学中心，波尔多(2006)
- Castelmaure酒窖 昂布雷和卡斯泰尔莫尔  (2007)
- 展览厅，Paris Nord Villepinte, (2007)
- 南特建筑学校（2009）
- Bois-le-Prêtre塔楼改造，Paris, (2009) ; 获2011年银角尺奖
- 东京宫区域整治，巴黎, (2012)
- Grand-Large-Hauts-de-France 大区当代技术基金，敦刻尔克 (2013)
- Le Grand Sud（多功能演出场地），里尔 (2013)
- 创新居住创造计划-Grand Parc街区：三座原计划拆除的塔楼转换成530个住宅，波尔多 (2016)[2].